# Wang Changguo
Wang Changguo, född 1880, död 1949, var en kinesisk feminist. Hon var en ledande medlem i Kinas första förening för kvinnlig rösträtt, Nüzi chanzheng tongmenghui (1912-1913).